# Marcas primitivas

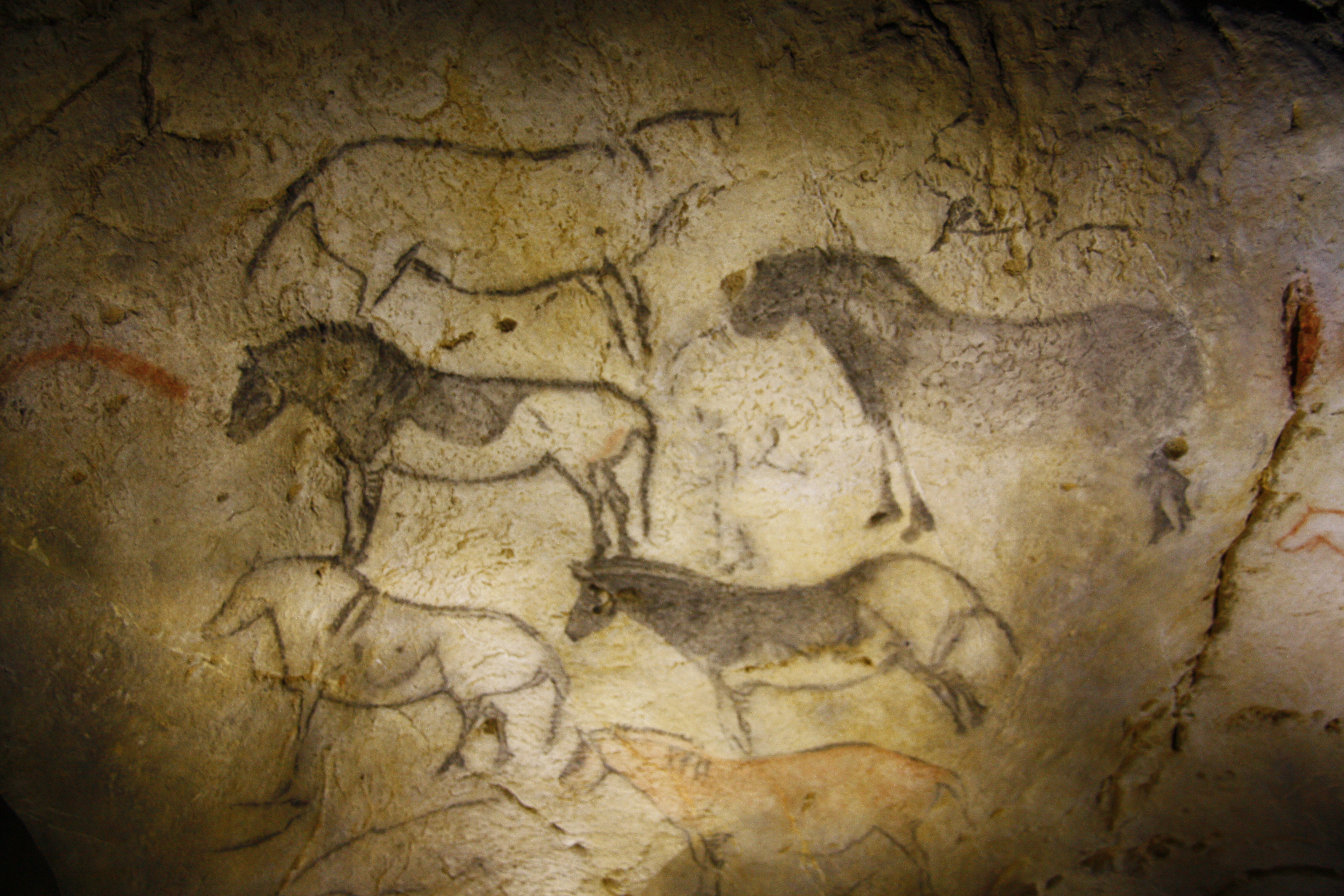
Pintura rupestre de caballos salvajes mostrando marcas primitivas. Cueva de Ekain

Se denominan marcas primitivas a un grupo de marcas y rasgos en la capa que se observan en varias especies equinas, incluidos caballos, burros, onagros y kiangs. En caballos, se asocian con razas primitivas, aunque no se limitan a tales razas. Las marcas primitivas se asocian particularmente con la familia de capas del gen dun. Todos los caballos que manifiestan este gen poseen al menos una franja dorsal llamada "raya de mulo", pero también pueden presentar otras marcas primitivas, que pueden incluir rayas horizontales en las piernas ("cebraduras" o "gateados") y rayas transversales a través del lomo ("barbas dorsales") y de los hombros ("cruz de San Andrés").

## Origen

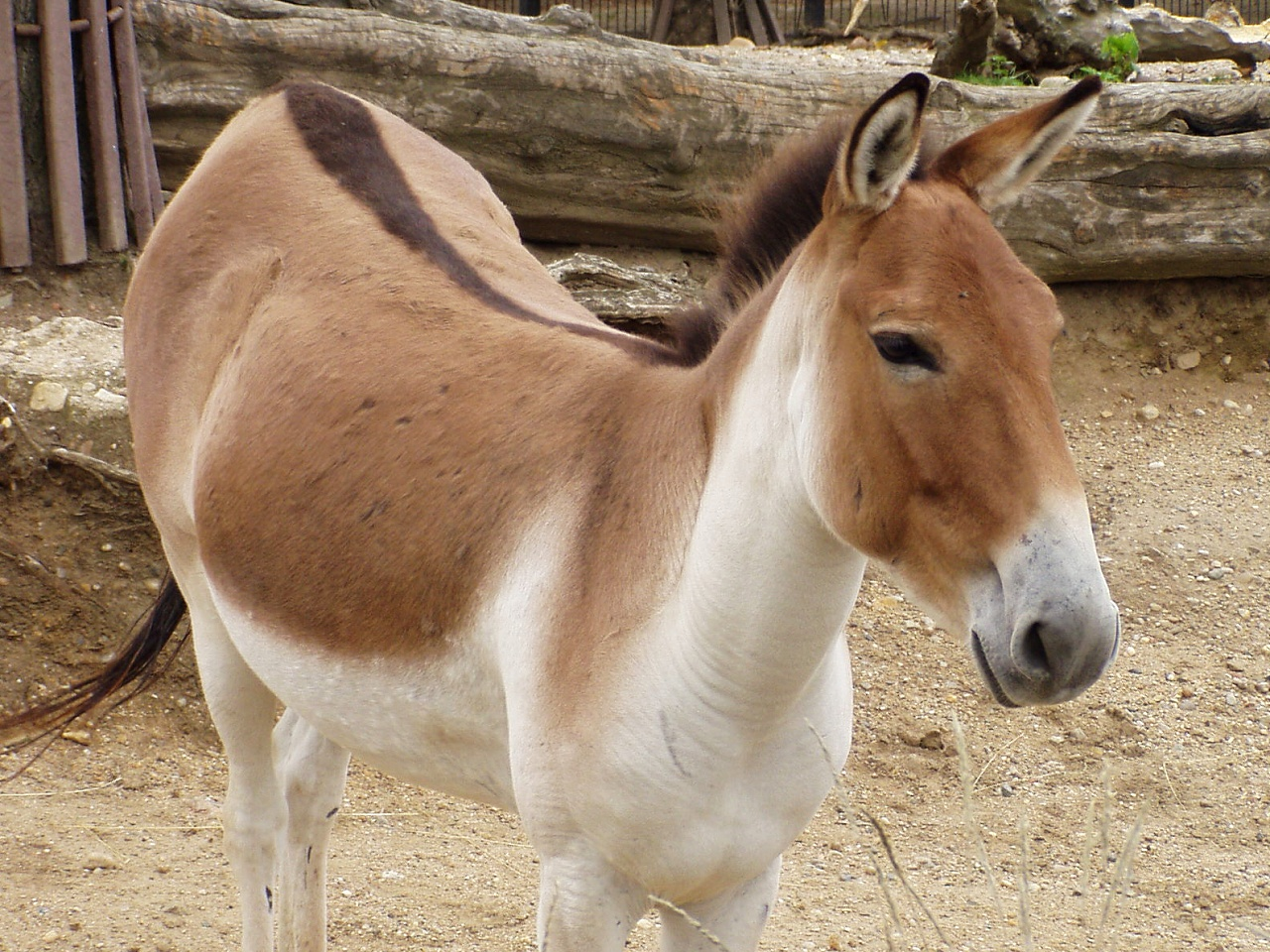
kiang monstrando una raya de mulo ancha y definida

La capa Dun y las marcas primitivas que se asocian a ella reflejan el color ancestral que presentaban los caballos salvajes y que se observa en otras especies equinas. Las pinturas rupestres muestran a los caballos prehistóricos con colores "Dun" y con marcas primitivas. El último caballo salvaje verdadero, el caballo de Przewalski presenta este mismo color, al igual que razas antiguas como el Konik y el Sorraia.
Todos los demás équidos muestran una franja dorsal distintiva. Entre los burros domesticados, la mayoría tiene una franja dorsal negra, aunque puede ser difícil de ver en individuos negros. En el asno salvaje africano, la franja dorsal es delgada pero marcada y negra. En las cebras de llanura, la franja dorsal es angosta y bordeada de blanco, mientras que en la cebra de Grevy es bastante marcada. En la cebra de montaña la línea dorsal es muy delgada y se interrumpe en la porción media del dorso. Las rayas dorsales del onagro y el kiang son de color marrón oscuro y especialmente marcadas.

## Tipos

### Raya de mulo

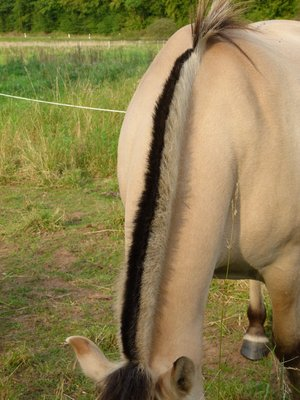
Ejemplar de capa Dun en el que se puede apreciar cómo la raya de mulo se prolonga por el cuello.

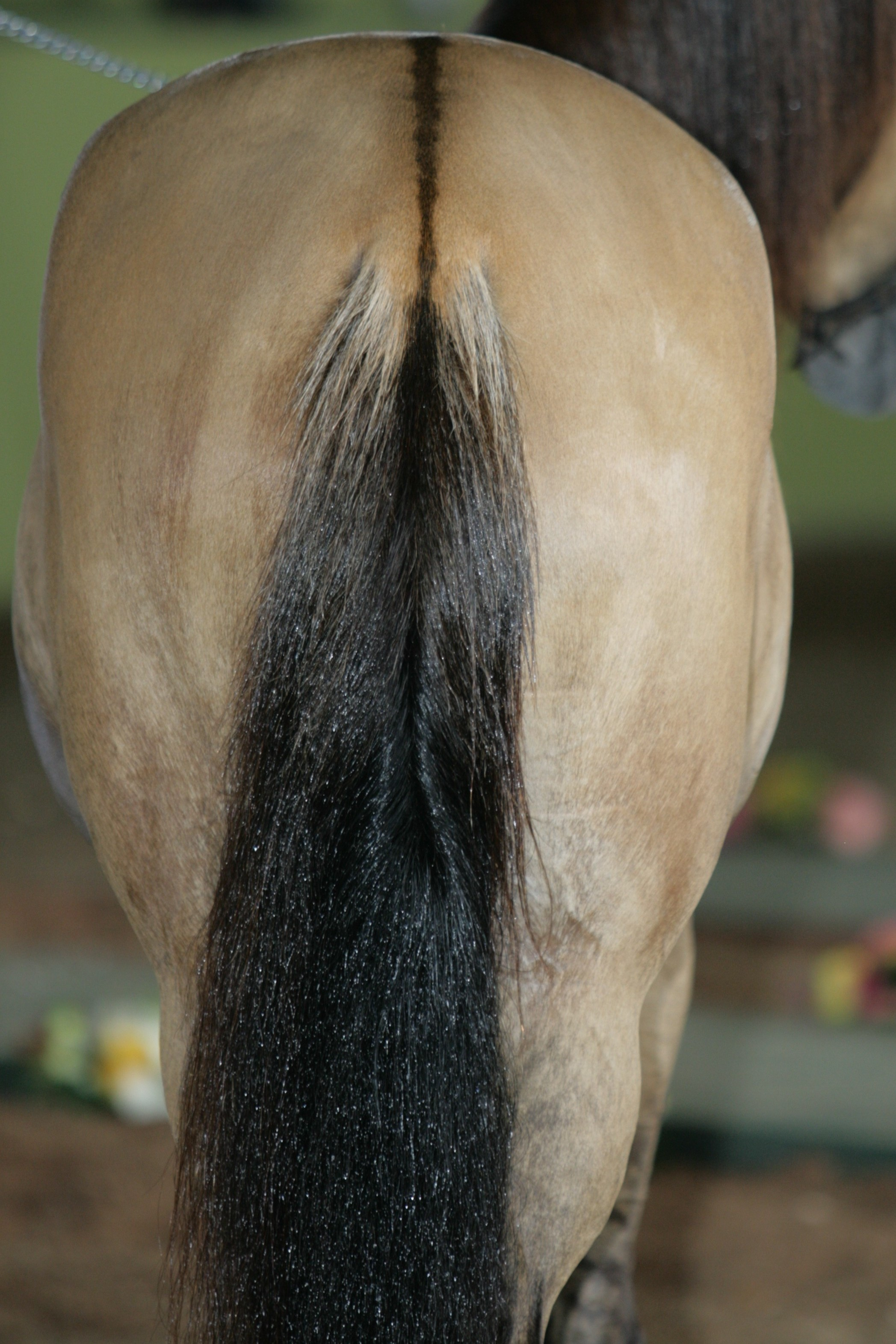
Ejemplar de capa dun (alelo D)

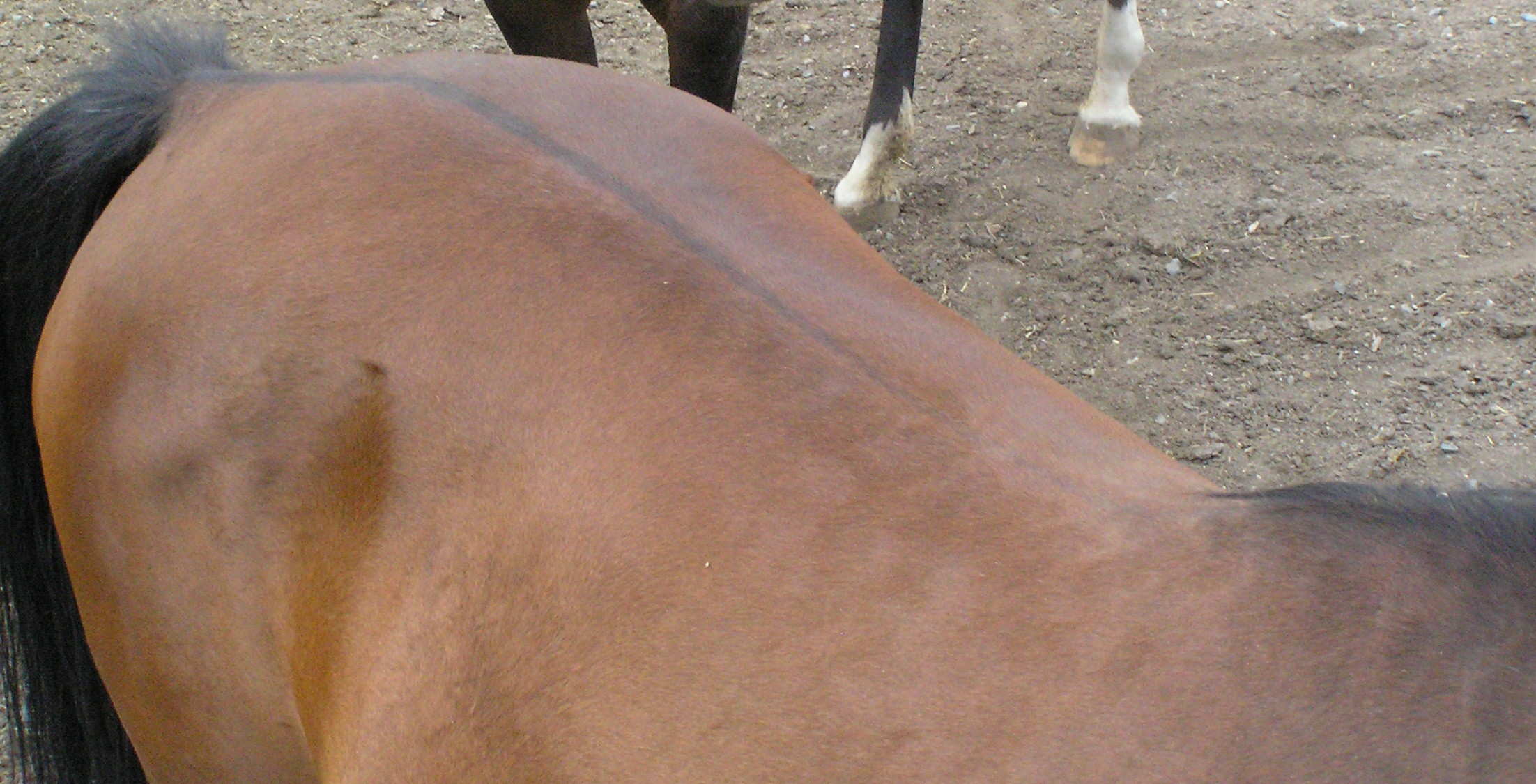
Ejemplar de capa castaña con raya de mulo debido al alelo d1

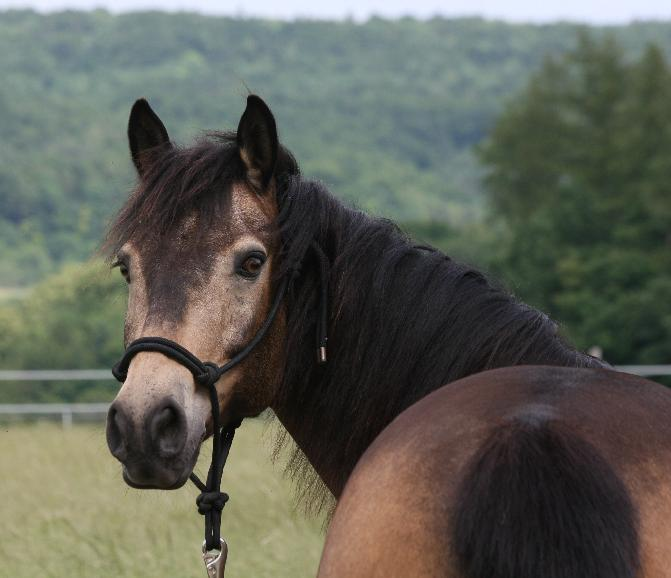
Ejemplar de capa castaña ahumada con una línea dorsal poco marcada y difusa.

La principal y más frecuente marca primitiva es la raya de mulo, que consiste en una línea dorsal bien definida con una tonalidad más oscura que el resto del cuerpo del animal. Se extiende longitudinalmente a lo largo de la línea dorsal del caballo, desde la base de la cola hasta el inicio de la crin en la cruz. En realidad esta línea se prolonga hasta el final de la cola y hasta la nuca, pero esto solamente puede apreciase en ejemplares que manifiestan el gen dun, el cual diluye el resto de la capa y permite mostrar dicha línea completamente. Si bien ningún caballo de capa "Dun" carece de raya de mulo, a veces esta y otras marcas primitivas aparecen en caballos de otros colores, particularmente en ejemplares castaños o bayos y potros recién nacidos. La explicación a este fenómeno quedó resuelta cuando en el año 2016 se publicó un estudio sobre el gen dun en caballos. Este estudio descubrió que existían tres alelos, y no dos como se pensaba, para este gen: uno dominante (D) que producía la dilución típica de este gen, y dos recesivos (d1 y d2), que no producían dicha dilución. Sin embargo se observó que uno de estos alelos recesivos, d1, aunque no diluía la capa, sí producía las mismas marcas primitivas que el alelo D, haciendo que caballos castaños presentaran raya de mulo y en ocasiones otras marcas primitivas (en los ejemplares negros o alazanes con dicho alelo no son capaces de discernirse estas marcas). Este color se denomina en inglés "castaño primitivo". Razas donde se pueden encontrar con cierta frecuencia ejemplares castaños con marcas primitivas son los mustangs, el caballo criollo, el caballo árabe, el caballo de pura raza gallega y el asturcón. 
El color de la raya de mulo refleja qué alelo del gen extensión posee el ejemplar (E, que produce eumelanina o pigmento negro o e, que produce feomelanina o pigmento rojo). La raya de mulo en ejemplares loberos (gen dun) o castaños es negra o castaño oscura debido a que pueden poducir pigmento negro, mientras que en los ejemplares "alazanes dun" es castaño intenso pues solo pueden generar pigmento rojo. En los caballos de color Dun que también portan el gen crema (Cr) la raya de mulo no se ve afectada por dicha dilución. Las franjas dorsales que aparecen en capas "ahumadas" o "tostadas" normalmente no son verdaderas rayas de mulo, sino franjas oscuras más o menos difusas debidas las características de estas capas. Estas "falsas rayas de mulo" pueden ser estacionales y variar a lo largo del año.

### Cebraduras

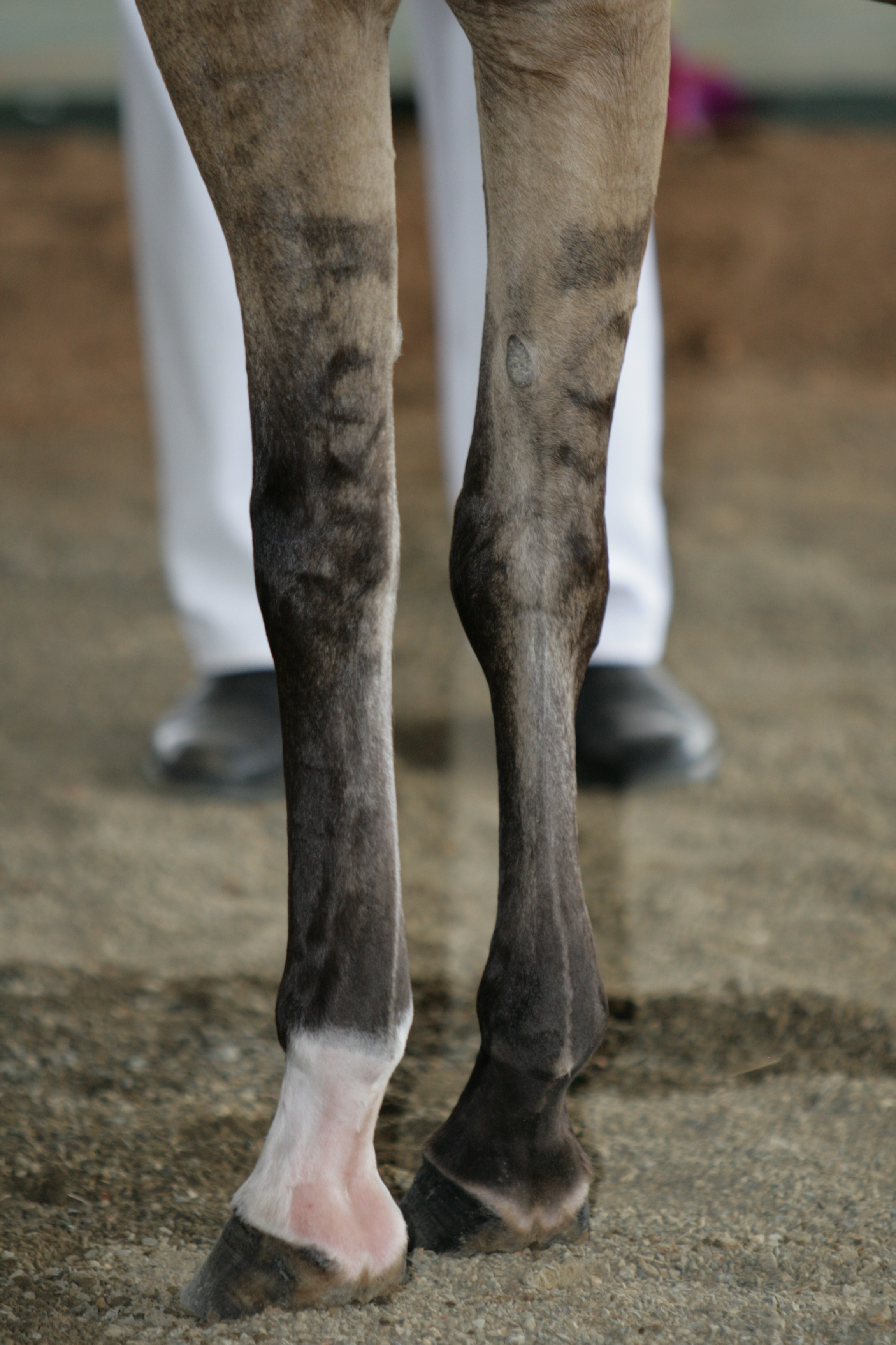
Cebraduras o gateados.

También llamados gateados, las cebraduras son las marcas primitivas más comunes en los caballos que presentan raya de mulo. Las cebraduras suelen aparecer sobre las rodillas y los corvejones. Estas marcas son del mismo color que la raya de mulo.
Las rayas de las patas son marcadas en las cebras de Grevy y las cebras de montaña. Los asnos salvajes africanos también tienen cebraduras negras bien definidas en las patas, por debajo del antebrazo y del corvejón, sobre un fondo blanco o pálido. Sin embargo, al igual que en los caballos, la expresión de las cebraduras varía ampliamente entre los burros, las cebras de llanura y los caballos de Przewalski, mientras que en onagros y kiangs aparecen muy raramente o no aparecen.
Las cebraduras también pueden tomar forma de manchas o moteado.

### Cruz de San Andrés

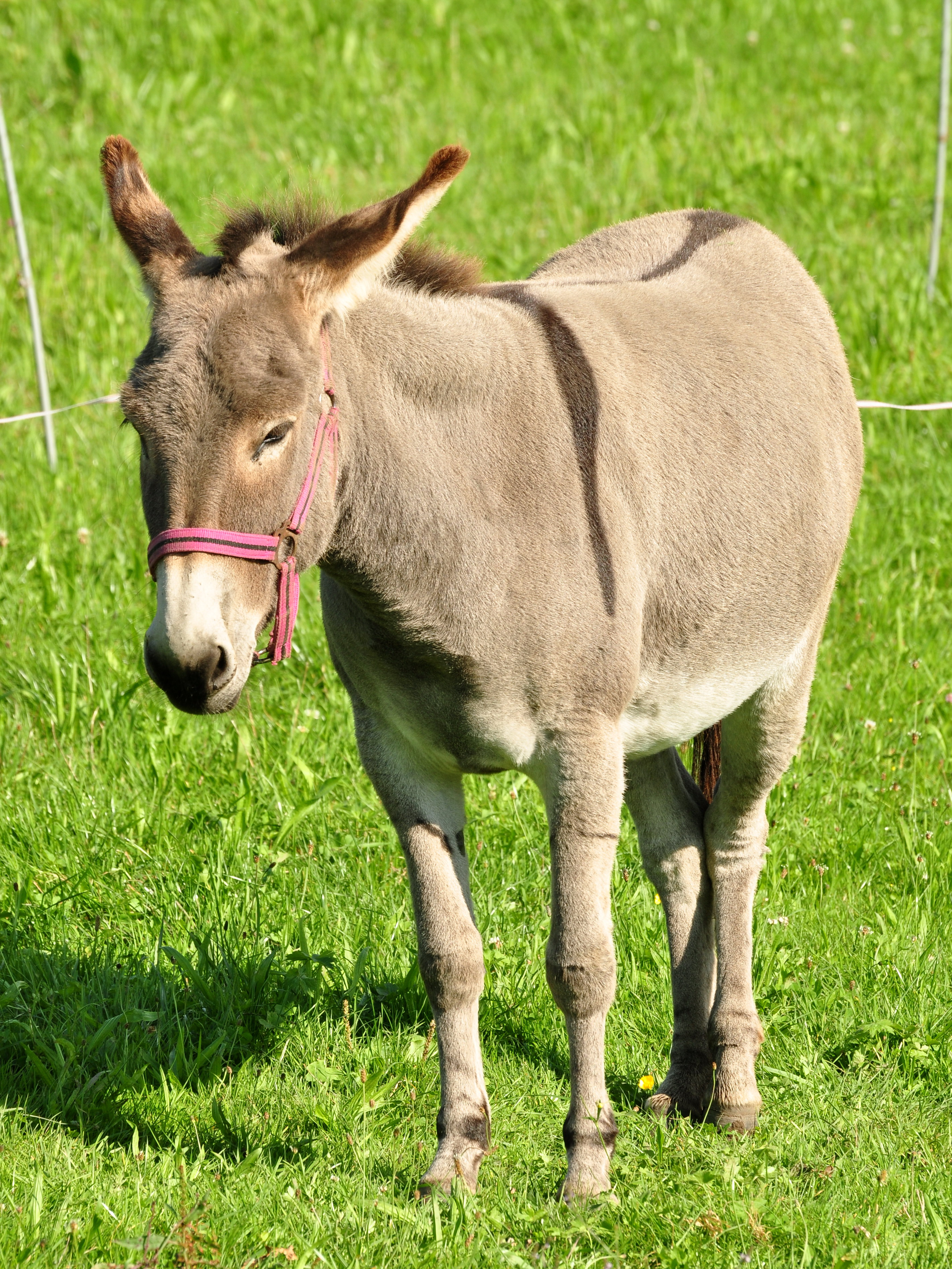
Cruz de San Andrés típica de los burros.

La cruz de San Andrés, también llamada raya de mulo cruzada, es una marca transversal o "vertical" que generalmente cruza la cruz y se extiende por los hombros. Los burros son conocidos por esta raya del hombro distintiva, que, cuando se combina con la raya de mulo, da un aspecto de cruz, de ahí su nombre. Las rayas poco definidas en estas regiones a menudo adquieren el aspecto de manchas en el cuello o el hombro. El kiang exhibe esta característica en el hombro.

### Otras marcas
otras marcas primitivas menos comunes incluyen franjas transverales que pueden disponerse como barras, rayas finas o manchas. Tales marcas incluyen:
- Los aserrados en las rayas de mulo son sutiles inicios de rayas transversales a cada lado de la raya de mulo.[1][4]
- Las rayas en las costillas son quizás una extensión discontinua del aserrado antes citado.[4] Suelen ser finas. Pueden ser responsables de algunos caballos erróneamente clasificados como atigrados.
- Una franja ventral corre a lo largo de la línea media de la parte inferior del caballo. Por lo general, son anchos y poco comunes.[6]